# روبرت ووكر (لاعب كرة قدم أمريكية)
روبرت ووكر (بالإنجليزية: Robert Walker) هو لاعب كرة قدم أمريكية أمريكي، ولد في 26 يونيو 1972 في هنغتينغتون في الولايات المتحدة.